# Ingjerd Schou

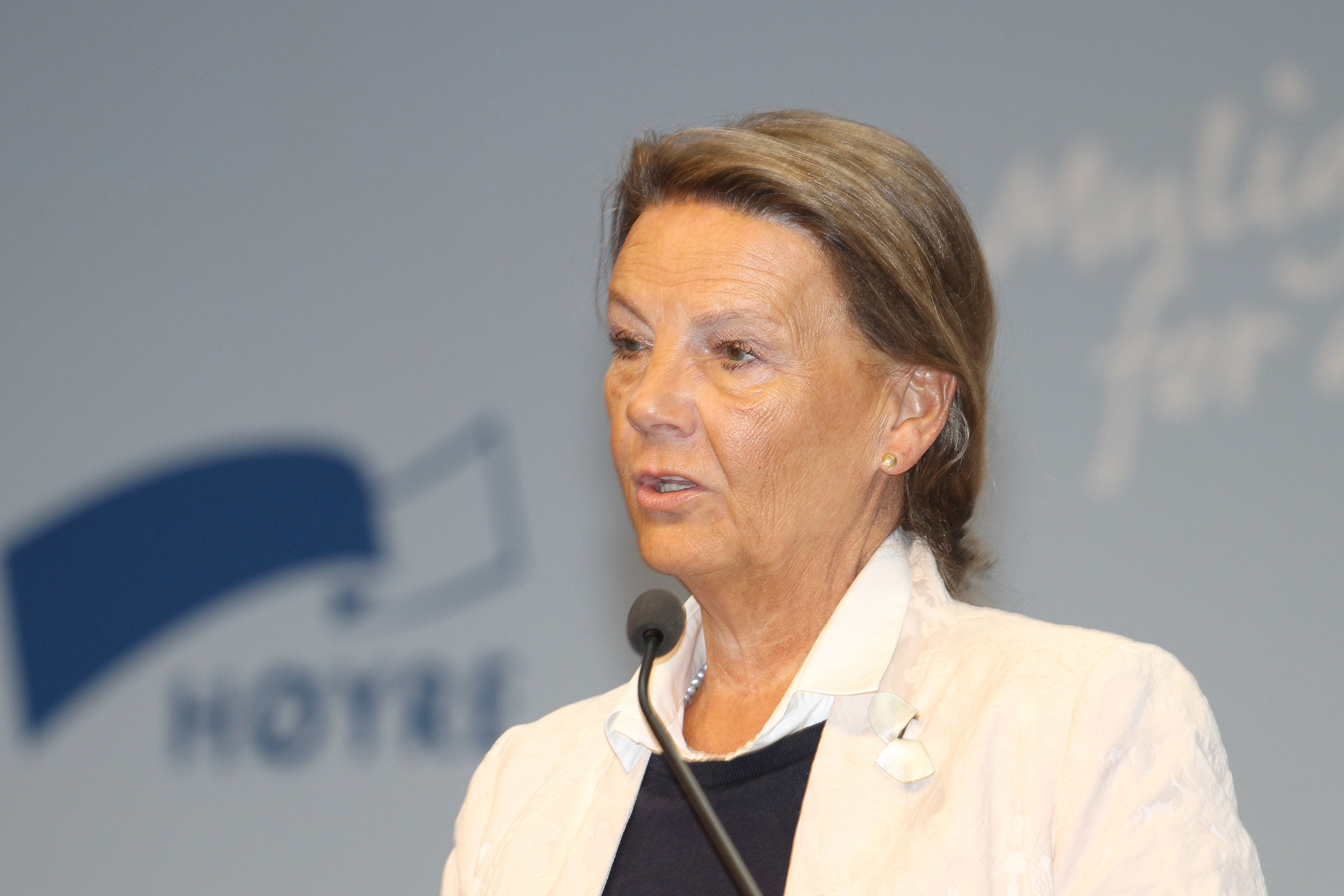
Ingjerd Schou, 2017

Ingjerd Schou (* 20. Januar 1955 in Sarpsborg als Ingjerd Schie) ist eine norwegische Politikerin der konservativen Partei Høyre. Von Oktober 2001 bis Juni 2004 war sie Sozialministerin in der Regierung Bondevik II. Von 2001 bis 2005 war sie Abgeordnete im Storting, seit 2009 sitzt sie erneut dort.

## Leben
Schou besuchte in den Jahren 1971 bis 1974 ein Gymnasium in Ski. Anschließend machte sie bis 1977 ihre Ausbildung zur Krankenpflegerin und von 1978 bis 1980 die Ausbildung zur Intensivkrankenpflegerin. Ab 1977 arbeitete sie als Krankenpflegerin in verschiedenen Positionen am Krankenhaus in Sarpsborg und im Krankenhaus in Askim. In den Jahren 1987 bis 1991 arbeitete sie schließlich als Beraterin im Bereich Gesundheit und Soziales für die Fylkeskommune Østfold. Ab 1987 studierte sie zudem Gesundheitsverwaltung an der Universität Oslo. Nach ihrer Zeit bei der Fylkeskommune leitete sie in den Jahren 1991 bis 1997 das Krankenhaus Indre Østfold Sykehus. Anschließend fungierte sie bis 2001 als Direktorin des Gesundheitsbezirks II (helseregion II). Während dieser Zeit war sie auch kommunalpolitisch aktiv. In den Jahren 1991 bis 2013 saß sie im Kommunalparlament der damaligen Gemeinde Spydeberg.

### Sozialministerin
Bei der Parlamentswahl 2001 zog Schou erstmals in das norwegische Nationalparlament Storting ein. Dort zog sie den Wahlkreis Østfold ein. Am 16. Oktober 2001 wurde sie in der neu gebildeten Regierung Bondevik II zur Sozialministerin ernannt. Ihr Ministerposten war zunächst im Ministerium für Soziales und Gesundheit verortet, für die Gesundheitsthemen war jedoch mit Dagfinn Høybråten ein zweiter Minister im Ministerium angesiedelt. Zum ersten 1. Januar 2002 wurde das Ministerium aufgespalten und Schou war ab da einzige Ministerin im neuen Sozialministerium. Sie behielt ihren Posten bis zum 18. Juni 2004. Nachdem sie aufgrund ihrer Regierungsmitgliedschaft ihr Mandat ruhen lassen musste, nahm sie danach für die verbleibende Legislaturperiode ihre Tätigkeit als Abgeordnete auf. Schou wurde Mitglied im Justizausschuss.
Bei der Wahl 2005, bei der ihre Partei ein schlechteres Ergebnis erzielte, verpasste Ingjerd Schou den erneuten Einzug ins Storting. Sie begann anschließend als Projektdirektorin für Helse Øst RHF zu arbeiten. Im Jahr 2007 wurde sie erstmals Mitglied im Fylkesting des Fylkes Østfold. Dort blieb sie bis 2015 Abgeordnete.

### Stortingsabgeordnete
Schou zog bei der Stortingswahl 2009 erneut in das norwegische Nationalparlament ein. Sie wurde Mitglied im Transport- und Kommunikationsausschuss, im Anschluss an die Wahl 2013 wechselte sie in den Kommunal- und Verwaltungsausschuss. Des Weiteren wurde sie im Oktober 2013 zur vierten Vizepräsidentin des Parlaments gewählt. Nach der Parlamentswahl 2017 ging sie in den Außen- und Verteidigungsausschuss über und sie wurde erneut in die Präsidentschaft des Parlaments gewählt. Sie wurde zunächst die Vizesekretärin des Stortings. Ende Januar übernahm sie den Posten der fünften Vizepräsidentin, nachdem ihr Vorgänger Abid Raja in die Regierung eingetreten war. Bei der Wahl 2021 zog sie erneut in das Parlament ein. Sie wurde Mitglied im Außen- und Verteidigungsausschuss.
Im Vorfeld der Stortingswahl 2025 gab sie bekannt, dass sie nicht erneut kandidieren werde.